# Лімологія
Лімоло́гія, географічна лімологія (з лат. limes — кордон, межа) — важливий розділ політичної географії, який займається вивченням кордонів і прикордонних територій з позицій їх генези, функцій, можливостей транскордонного співробітництва тощо